# 胡里奧·阿爾索加瑞
胡里奧·阿爾索加瑞（西班牙語：Julio Alsogaray，1980年4月11日—）是一名阿根廷帆船運動員，曾代表國家參加2012年倫敦奧運的男子單人小艇雷射型比賽，並未獲得獎牌。他曾在2011年泛美运动会上获得男子單人小艇雷射型金牌。